# Yuri Farneti
Yuri Farneti (* 3. Januar 1996 in Angera) ist ein italienischer Squashspieler.

## Karriere
Yuri Farneti spielt seit 2014 auf der PSA World Tour. Seine höchste Platzierung in der Weltrangliste erreichte er mit Rang 120 im Oktober 2020. Mit der italienischen Nationalmannschaft nahm er an mehreren Europameisterschaften teil. Im Einzel erreichte er 2016, 2017 und 2018 jeweils das Achtelfinale. Zudem vertrat er Italien bei den World Games 2017. Von 2015 bis 2025 wurde er elfmal in Folge italienischer Meister.

## Erfolge
- Italienischer Meister: 11 Titel (2015–2025)